# Литвинова, Айви Вальтеровна
Айви Вальтеровна Литвинова (англ. Ivy Therese Litvinov, урожд. Лоу, англ. Low; 4 июня 1889, Лондон, Великобритания — 16 апреля 1977, Хоув, Великобритания) — английская и советская писательница, переводчица, публицистка. Супруга советского дипломата и народного комиссара иностранных дел СССР М. М. Литвинова.

## Биография
Айви Лоу родилась в Лондоне в семье немецкого еврея Вальтера-Фабиана Гумбольдта Лоу и англичанки Алисы (Луизы) Лоу (Бейкер). Дед Айви, Максимилиан Лоу, покинул Венгрию после поражения революции 1848 года.
Другом семьи был Герберт Уэллс.
В 1894 году отец умер. Вскоре её мать повторно вышла замуж, став Алисой Герберт. Под этим именем опубликовала свои первые литературные произведения.
В 1914 году, во время Первой мировой войны, Лоу познакомилась с социалистом Максимом Литвиновым, который на тот момент состоял в отношениях с Фридой Ямпольской. Разведясь с Ямпольской в 1915 году, он спустя год женился на Лоу. В последующие два года у них родились сын Михаил (1917) и дочь Татьяна (1918).
С 1918 года Литвиновы жили в Советской России, где отец семейства устроился на дипломатическую работу, а вскоре после окончания Гражданской войны начал работать в НКИД СССР. Айви Вальтеровна, в свою очередь, стала заниматься переводами и преподавать английский язык в Военной Академии РККА.
Айви Вальтеровна Литвинова считается основоположницей развития искусственного языка Basic English в Советском Союзе. Она издала несколько литературных трудов по Basic English и разработала методику его преподавания, которую успешно применяла, работая в Уральском индустриальном институте в Свердловске. В 1939 году, когда Максим Литвинов был отстранён от государственных и партийных дел, его супруга вернулась в Москву. В дальнейшем, однако, Basic English не прижился и после Второй мировой войны окончательно прекратил существование в пределах СССР.
После смерти Литвинова в 1951 году продолжала переводить с английского языка, давала уроки иностранных языков и музыки. В 1956 году в её переводе вышла книга рассказов Веры Чаплиной «Zoo Babies» (Foreign Languages Publishing House, Москва).
В 1960 году на некоторое время посетила Великобританию, а в 1972 году вернулась на родину окончательно, поселившись в небольшом городе Хоув на юге Великобритании. Спустя четыре года к ней приехала дочь Татьяна. Вместе они переводили произведения русских писателей, таких как Л. Н. Толстого, А. П. Чехова, И. С. Тургенева, А. М. Горького для американского журнала «The New Yorker».
В апреле 1977 года умерла в своём доме в Хоуве.

## Особенности личности
В апреле 1935 года Литвинова с супругом была приглашена на Весенний фестиваль в Спасо-хаусе — роскошный светский приём в резиденции американского посла в Москве. Появившись на фестивале среди самых первых гостей, Айви устроила публичный диспут о классовой природе скотного двора в Спасо-хаусе (организаторы подготовили для гостей сюрприз — прямо в залах были представлены различные виды домашних животных и дикой фауны). Айви настаивала, что это — колхоз и в доказательство этого взяла одну из козочек себе на колени и не выпускала её на протяжении всего праздника. Супруга одного из американских дипломатов Ирена Моник Уайли так прокомментировала в своих воспоминаниях эту ситуацию: «Госпожа Литвинова, жена министра иностранных дел, всю ночь страстно прижимала к своей пышной груди одного из козлят».

## Киновоплощение
- 1943 — «Миссия в Москву» (США) — Барбара Эверест

## Некоторые труды
- А. В. Литвинова. Basic step by step. Учебник английского языка на основе «Basic step by step» Ч. К. ОГДЕНА. М. — Л. Издательское товарищество иностранных рабочих СССР, 1935. 115 стр.
- Английский язык. 6 учебных пластинок. Составитель А. В. Литвинова при участии А. А. Картер. М. Издательское товарищество иностранных рабочих СССР, 1936. 48 стр.
- Словарь минимум английского языка по системе Basic English. Под ред. А. В. Литвиновой. М. Издательское товарищество иностранных рабочих СССР, 1936. 116 стр.
- Литвинова А. В. Short stories. In basic English. Moscow. 1936. 111 р.
- Литвинова А. В. Moscow mystery. А novel. By Ivy Litvinoff. N. Y., 1943. 268 р.
- Краткий англо-русский и русско-английский словарь. Под ред. А. В. Литвиновой. М., 1995. 414 стр.